# Howard Flynn
Howard Flynn ist ein von William Vance im realistischen Stil gezeichneter frankobelgischer Comic.
Die Abenteuer des jungen britischen Marineoffiziers Howard Flynn erschienen erstmals 1964 in der belgischen und französischen Ausgabe von Tintin sowie in der niederländischen Version Kuifje. Yves Duval schrieb nicht nur Fortsetzungsgeschichten, sondern auch Kurzgeschichten und illustrierte Kurzromane, die teilweise auch im taschenbuchformatigen Tintin Sélection und Kuifje Pocket veröffentlicht wurden. Le Lombard begann 1966 mit der Albenausgabe innerhalb der Reihe Une histoire du journal Tintin. 1981 fasste Magic Strip diese Alben in einem Band zusammen. Die vollständige Gesamtausgabe von Le Lombard folgte 2002 in der Reihe Tout Vance, die dem Zeichner gewidmet war.
Die deutsche Erstveröffentlichung stammte aus der Zeit des alten Zack und der Zack Parade. In der Reihe Die grossen Abenteuer Comics gab Carlsen zwei Sammelbände heraus.

## Alben
- Die erste Reise (1/1966)
- Klar zum Entern (2/1968)
- Die Kralle des Tigers (3/1969)